# Йозеф Мюллер-Брокман
Йозеф Мюллер-Брокманн (нім. Josef Müller-Brockmann; 9 травня 1914, Рапперсвіль — 30 серпня 1996, Унтеренгстрінген) — швейцарський графічний дизайнер, художник, друкар, письменник і педагог. Один з основоположників «Swiss Style», на якому побудовано весь графічний дизайн другої половини XX століття.

## Життя та творчість
Й. Мюллер-Брокманн був одним із провідних фахівців з теорії та практики друкованого мистецтва у Швейцарії. В галузі графіки працював з 1952 року. В 1957–1960 роках викладав у цюрихській Школі прикладного мистецтва, з 1963 року — доцент у Вищій школі образної творчості в Ульмі. В середині 1960-х стає членом Міжнародного центру друкарського мистецтва (англ. International Center for the Typographic Arts, скор. ICTA). У практичній галузі як дизайнер співпрацював з рядом великих європейських та міжнародних компаній, серед них IBM Europa, Olivetti, фарфорове виробництво Rosenthal у німецькому Зельбі, корпорація Швейцарські залізниці (Schweizerische Bundesbahnen).
Одружений з 1967 року. Дружина — японська художниця Сідзуко Йосікава (нар. 1934).

## Творча манера графіки
Йозеф Мюллер-Брокманн у створенні своїх проектів виходив насамперед із практичної відповідності призначенню заданої теми. Він вважав за краще предметну і методичну пропозицію потрібного матеріалу, призначеного для зародження необхідних думок, і лише потім — вважав наступним за значенням — естетичне та художнє оформлення своєї роботи. Підкреслював графічне рішення і виділяв основну ідею.
Творчу діяльність розпочав як ілюстратор, проте пізніше перейшов до т. зв. «предметної графіки», яку знаходив більш об'єктивною та виразною. Свої роботи створював із різних геометричних фігур і форм, а також друкарських елементів, що знаходилися один від одного на спеціальній, математично вивіреній та розрахованій відстані. Як «лист» ним використовувався виключно шрифт типу «гротеск». Відмовлявся від використання у своїх графічних роботах будь-яких орнаментів, оскільки вважав, що вони применшують значення основної ідеї, що виражається в його роботах. Створюючи композиції з художніх елементів, Мюллер-Брокманн використав описану ним у своїй книзі «Grid systems in graphic design» растер-систему.
На думку Йозефа Мюллер-Брокманна, робота графіка є найуніверсальнішою з усіх художніх спеціальностей. Наполягав на тому, щоб представники цієї професії, окрім власне художніх навичок та таланту, опанували також технічні, господарсько-економічні та культурні знання. Оскільки в сучасному суспільстві реклама (графічна) охоплює всі професійні та господарські галузі, то й , що працює у сфері графічної реклами  повинен обов'язково володіти всіма аспектами вирішуваних за його допомогою проблем як культурних, так і економічних. Величезним оцінював той вплив, який надає графічна реклама прийняття різних рішень, зокрема і з соціальних і громадським питанням. Як уже вказувалося, вважав за необхідне у професії графіка його гарне знайомство з процесом друкарського друку у всіх його аспектах.

## Галерея

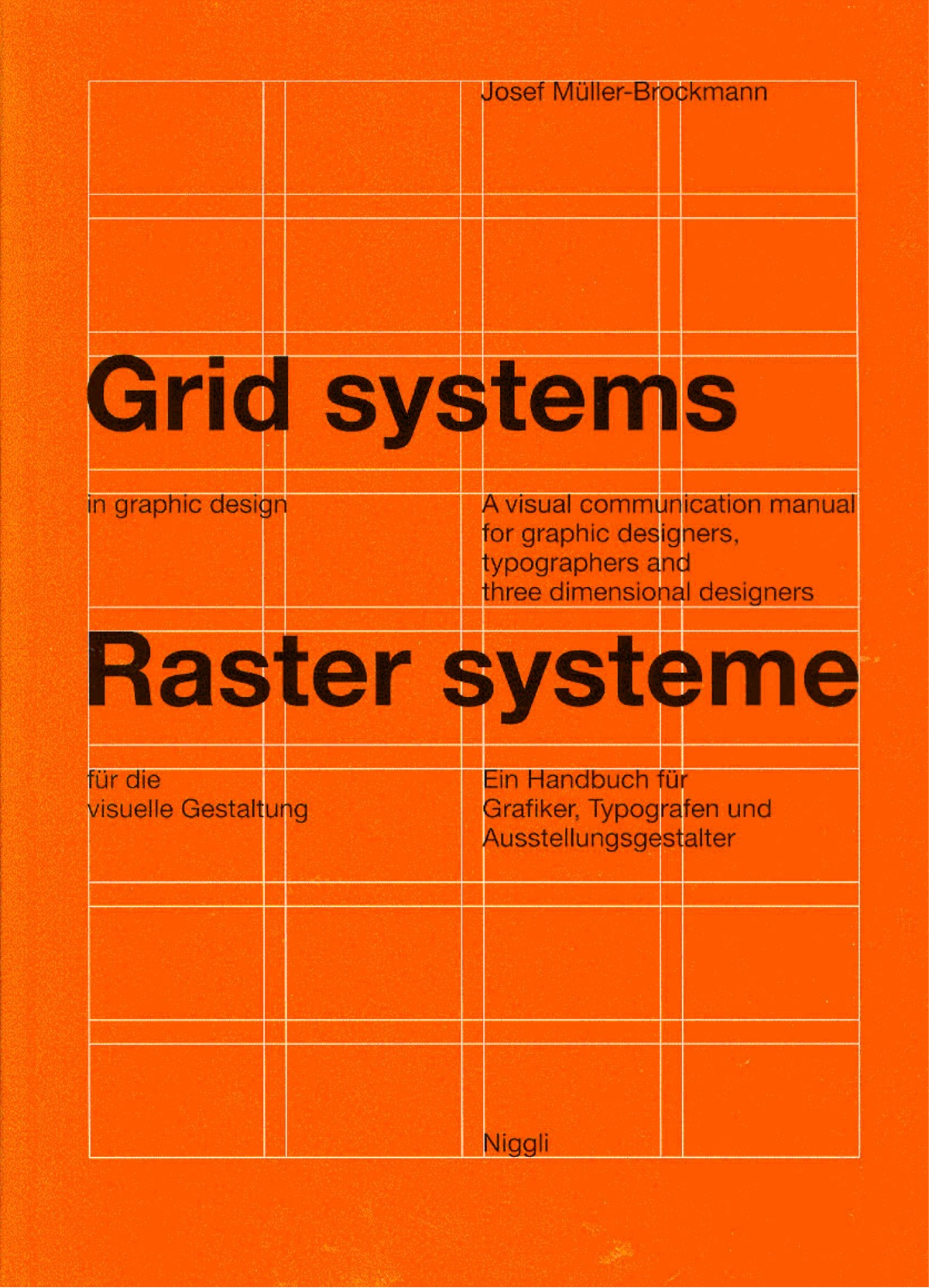
Зразок модульної сітки
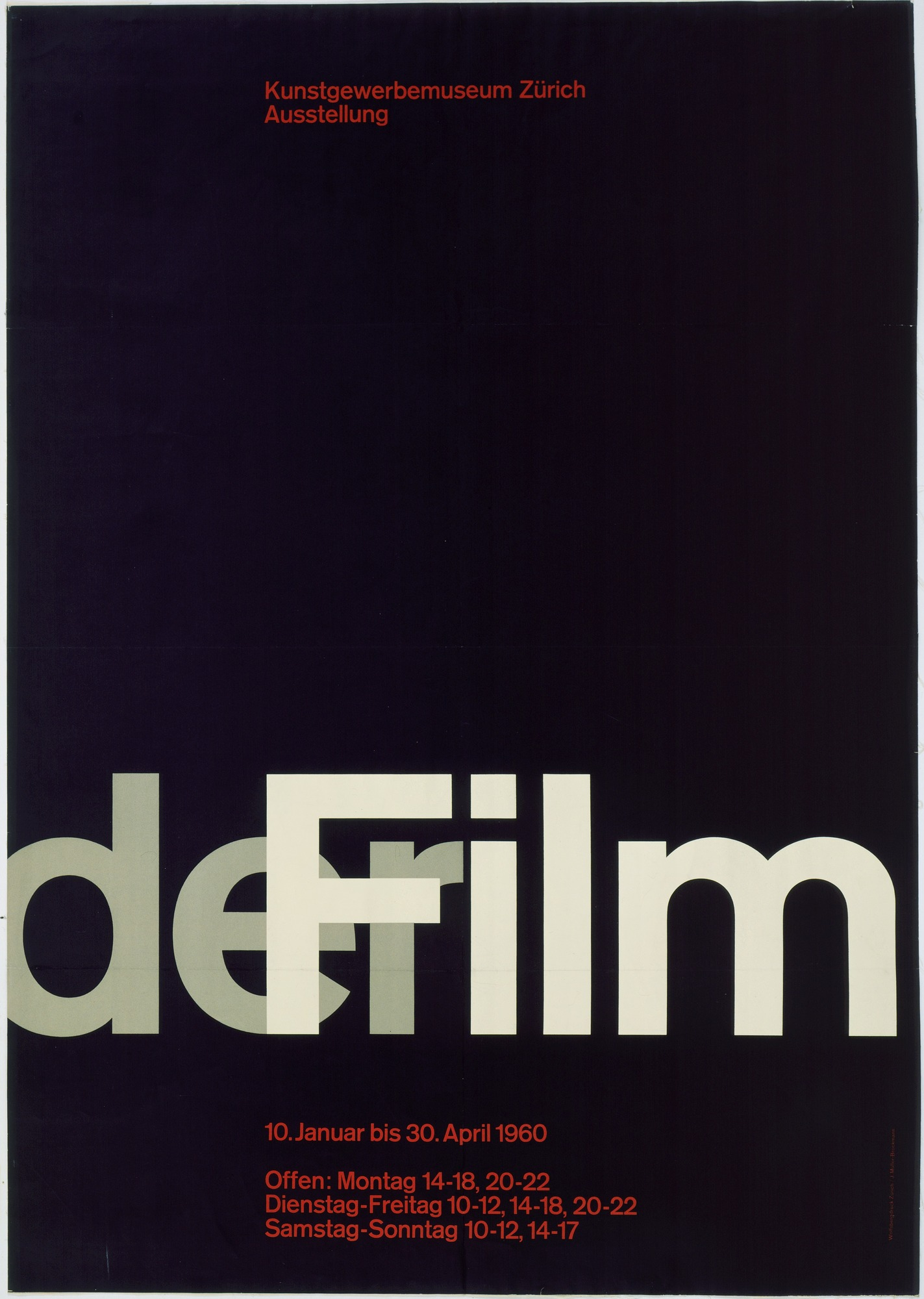
Постер для DER FILM
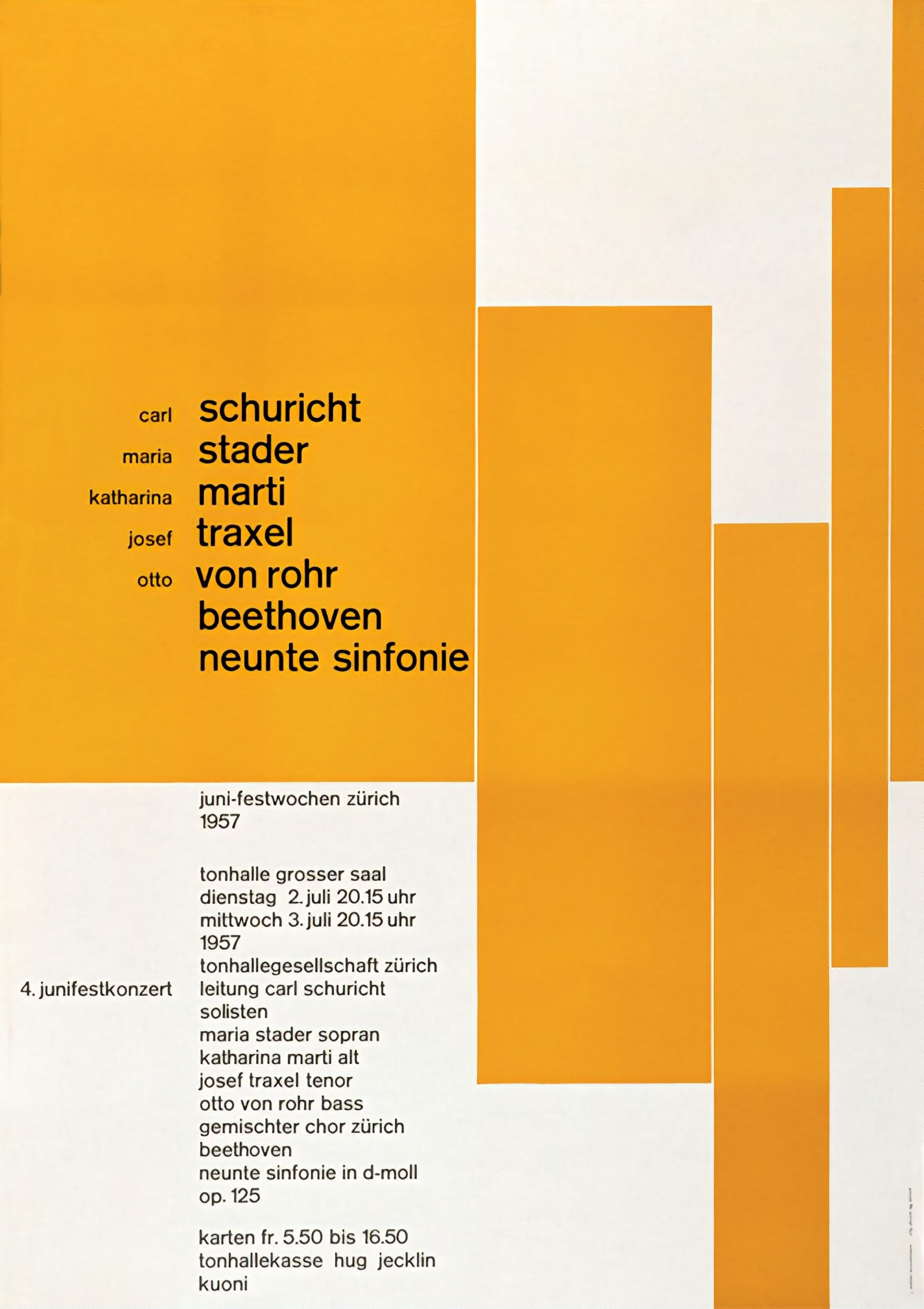
Постер для Червневого фестивалю в Цюриху, 1957
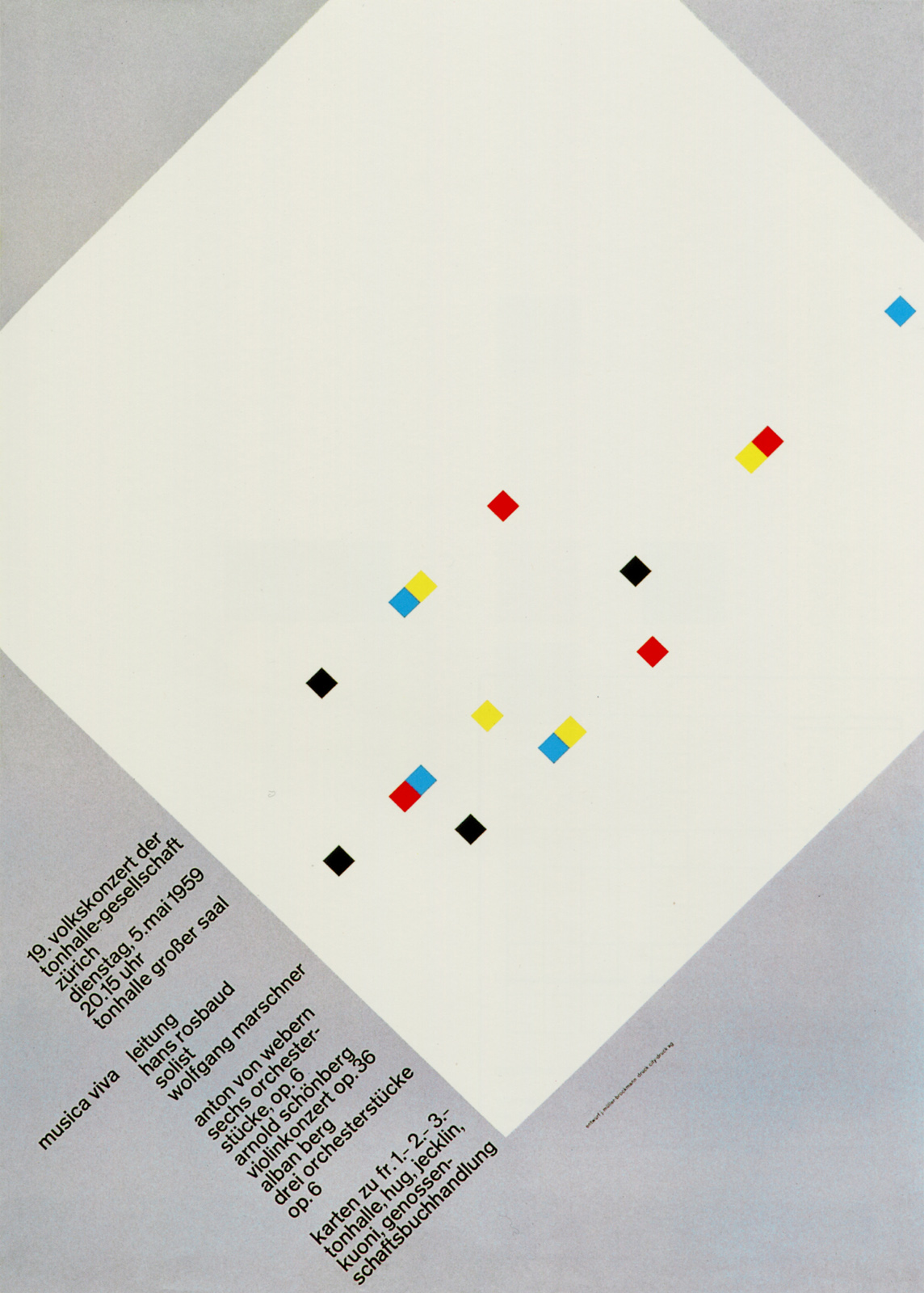
Постер для Musica Viva, 1959

## Нагороди
- «Honorary Designer for Industry» Королівського товариства мистецтв, Лондон, 1988
- «Золота медаль за заслуги в галузі культури» кантону Цюрих, 1987
- «Middleton-Award» Американського центру дизайну (American Center for Design), Чикаго, 1990
- «Швейцарська премія в галузі дизайну», 1993.

## Твори
- Gestaltungsprobleme des Grafikers . Teufen 1961 року.
- Geschichte der visuellen Kommunikation . Teufen 1971 року.
- Geschichte des Plakats . Zürich 1971.
- Grid systems in graphic design / Rastersysteme für die visuelle Gestaltung . Teufen 1981 року.
- Mein Leben: spielerischer Ernst und ernsthaftes Spiel . Baden 1994 року.
- Lars Müller: Josef Müller-Brockmann . Baden 1994 року.